# Taulliraju
Il Taulliraju (quechua Tawllirahu) è una montagna della Cordillera Blanca, sulle Ande, alta 5.840 m. Si trova in Perù, nel dipartimento di Ancash. È situato nella parte settentrionale della catena montuosa, all'interno del gruppo montuoso chiamato Macizo de Santa Cruz. Le altre montagne del massiccio sono, oltre al Santa Cruz, l'Alpamayo, il Quitaraju e i Pucajircas.

## Aspetto fisico
Il Taulliraju è una delle montagne più fotografate delle Ande, soprattutto dal suo lato sud-ovest. La montagna presenta grandiose pareti, sulle quali sono state tracciate poche vie da grandi alpinisti.

## Origine del nome
Il suo nome deriva dalle parole quechua taulli (un lupino andino dai fiori di colore blu scuro che cresce nei prati alla base della montagna) e raju (montagna innevata).

## Alpinismo
Ad arrivare per la prima volta in cima al Taulliraju fu, il 18 agosto 1956, una cordata francese guidata da Lionel Terray lungo la parete nord.